# Línea 506 (Bahía Blanca)
La Línea 506 es una línea de colectivos de Bahía Blanca, es operado por la empresa Transporte Automotor San Gabriel S.A..

## Recorridos
- Troncal:Pilcaniyen 200-Centro-17 de Mayo y Pacífico-Centro-Pilcaniyen 200